# 후지와라노 사다이에
후지와라노 사다이에(일본어: 藤原定家, 1162년 ~ 1241년 음력 8월 20일)는 헤이안 시대 말기부터 가마쿠라 시대 초기에 걸쳐 활약한 공가(公家)이자 시인이다. 그의 이름을 음독한 데이카(일본어: ていか)로 불리는 경우가 많다.
후지와라 북가(藤原北家) 미코히다리류의 후지와라노 도시나리의 아들이다. 후지와라노 미치나가의 후손이기도 하다. 최종 관위(官位)는 정이위 중납언(中納言)이었고 그가 살던 저택의 위치를 따서 교고쿠도노(京極殿) 또는 교고쿠 주나곤(京極中納言)으로 불렸다. 출가 후의 법명은 묘조(일본어:  明靜[*]). 당대에 마찬가지로 시인으로 이름을 떨쳤던 소쿠렌(寂蓮)은 그의 사촌형, 태정대신을 지낸 사이온지 기미쓰네(西園寺公経)는 의제(義弟)였다.
그가 활동하는 시기는 헤이안 시대에서 가마쿠라 시대로 넘어가는, 귀족 정치가 차차 막부 정치로 전환되어 가던 격동의 시기였다. 사다이에는 조정의 주요 관직을 역임하는 한편, 후세에도 이름높은 많은 시집을 남기는 등 당시 가도(歌道)로서 이름난 집안이었던 미코사케(御子左家)의 지위는 흔들리지 않았다. 노래에 있어 아버지 도시나리의 '유현(幽玄)'의 미를 심화시킨 '유심(有心)'의 격조로 후세의 와카에 지대한 영향을 주었다.
두 개의 칙찬집(勅撰集), 《신고금 와카집(新古今和歌集)》와 《신칙찬와카집(新勅撰和歌集)》를 찬진하였다. 특히 《데이카 팔대초(定家八代抄)》가 유명하다. 노래 논평서로 『매월초(毎月抄)』, 『근대수가(近代秀歌)』, 『영가대기(詠歌大概)』를 남겼는데, 해당 노래의 기법이나 심상, 곡조에 대한 것을 논하였다. 가집(家集) 《습유우사(拾遺愚草)》는 6가집(六家集)의 하나로 꼽히고 있다.
또한 우쓰노미야 요리쓰나의 의뢰로 그의 산장을 장식하기 위한 시가를 편집했는데 이것이 오늘날 오구라 백인일수(小倉百人一首)로 불리는 시가집이다. 기이 산지의 순례에도 참가하였다. 《겐지모노가타리》, 《도사 일기(土佐日記)》 등의 고전의 필사나 주석도 했으며, 《마쓰우라노미야 이야기(松浦宮物語)》의 작자는 사다이에라는 설이 유력하다.
그가 18세부터 74세까지 약 56년에 걸쳐 쓴 일기 《메이게쓰기(明月記)》를 남겼는데 이는 지난 2000년에 일본의 국보로 지정되었다. 특히 겐닌(建仁) 원년(1201년)에 있었던 고토바 천황의 구마노(熊野) 행행에 따라갔을 때를 기록한 부분은 따로 《구마노 어행기(熊野御幸記)》라 불리며, 마찬가지로 일본의 국보이다.

## 와카
- 오지 않는 사람을 기다리는 바람이 멎은 마쓰호 포구의 쓸쓸한 해변가에서 그을리는 해초 소금처럼 이 몸도 타들어가네.
こぬ人を まつほの浦の 夕なぎに 焼くやもしほの 身もこがれつつ

## 같이 보기
- 레이제이가